# 인텔리전트 시스템즈
인텔리전트 시스템즈는 일본의 비디오 게임 개발사이다. 닌텐도가 개발한 콘솔 게임기의 개발 지원용 툴, 게임 소프트 등을 개발하는 회사로 대표작은 파이어 엠블렘 시리즈와 패미콤 워즈 시리즈, 메이드 인 와리오 시리즈, 페이퍼 마리오 시리즈 등이 있다.

## 역사
1984년 닌텐도의 사내 인물이 창립. 초창기에는 닌텐도 게임의 프로그래밍 하청을 맡는 등 다양한 분야로 활약하고 있었다. 이후 카가 쇼조를 영입, 1989년에는 대표작이 되는 파이어 엠블렘를 개발했다. 이후에도 닌텐도 관련의 다양한 프로그래밍 작업을 맡고 있다.

## 게임 작품
| 연도 | 제목                                                                         | 플랫폼                      | 참조        |
| ---- | ---------------------------------------------------------------------------- | --------------------------- | ----------- |
| 1983 | 마리오브라더스                                                               | 패밀리 컴퓨터               | [ 4 ]       |
| 1984 | 테니스                                                                       | 패밀리 컴퓨터               | [ 4 ]       |
| 1984 | 와일드 건맨                                                                  | 패밀리 컴퓨터               | [ 4 ]       |
| 1984 | 덕 헌트                                                                      | 패밀리 컴퓨터               | [ 4 ]       |
| 1984 | 호건즈 앨리                                                                  | 패밀리 컴퓨터               | [ 4 ]       |
| 1984 | 동키콩 3                                                                     | 패밀리 컴퓨터               | [ 4 ]       |
| 1984 | 데빌 월드                                                                    | 패밀리 컴퓨터               | [ 4 ]       |
| 1985 | 사커 (1985년 비디오 게임)                                                    | 패밀리 컴퓨터               | [ 4 ]       |
| 1985 | 레킹 크루                                                                    | 패밀리 컴퓨터               | [ 4 ]       |
| 1985 | 스택업                                                                       | 패밀리 컴퓨터               | [ 4 ]       |
| 1985 | 자이로마이트                                                                 | 패밀리 컴퓨터               | [ 4 ]       |
| 1986 | 테니스                                                                       | 패밀리 컴퓨터 디스크 시스템 | [ 4 ]       |
| 1986 | 사커                                                                         | 패밀리 컴퓨터 디스크 시스템 | [ 4 ]       |
| 1986 | 메트로이드                                                                   | 패밀리 컴퓨터 디스크 시스템 | [ 4 ] [ 5 ] |
| 1988 | 패미컴 워즈                                                                  | 패밀리 컴퓨터               | [ 4 ]       |
| 1988 | 돌아온 마리오브라더스                                                        | 패밀리 컴퓨터 디스크 시스템 | [ 4 ]       |
| 1988 | 레킹 크루                                                                    | 패밀리 컴퓨터 디스크 시스템 | [ 4 ]       |
| 1989 | 앨리웨이                                                                     | 게임보이                    | [ 4 ]       |
| 1989 | 베이스볼                                                                     | 게임보이                    | [ 4 ]       |
| 1989 | 역만                                                                         | 게임보이                    | [ 4 ]       |
| 1989 | 골프                                                                         | 게임보이                    | [ 4 ]       |
| 1990 | 파이어 엠블렘 암흑룡과 빛의 검                                               | 패밀리 컴퓨터               | [ 4 ]       |
| 1991 | 심시티                                                                       | 슈퍼 패미컴                 | [ 4 ]       |
| 1991 | 게임보이 워즈                                                                | 게임보이                    | [ 4 ]       |
| 1992 | 슈퍼 스코프 6                                                                | 슈퍼 패미컴                 | [ 4 ]       |
| 1992 | 파이어 엠블렘 외전                                                           | 패밀리 컴퓨터               |             |
| 1992 | 마리오 페인트                                                                | 슈퍼 패미컴                 | [ 4 ]       |
| 1992 | 개구리를 위하여 종은 울린다                                                  | 게임보이                    | [ 4 ]       |
| 1992 | 배틀 클래시                                                                  | 슈퍼 패미컴                 | [ 4 ]       |
| 1993 | 메탈 컴뱃: 팔콘의 복수                                                       | 슈퍼 패미컴                 | [ 4 ]       |
| 1994 | 파이어 엠블렘 문장의 수수께끼                                                | 슈퍼 패미컴                 |             |
| 1994 | 슈퍼 메트로이드                                                              | 슈퍼 패미컴                 | [ 4 ]       |
| 1995 | 갤럭틱 핀볼                                                                  | 버추얼 보이                 |             |
| 1995 | 패널로 퐁                                                                    | 슈퍼 패미컴                 |             |
| 1996 | 파이어 엠블렘 성전의 계보                                                    | 슈퍼 패미컴                 |             |
| 1996 | 테트리스 어택                                                                | 슈퍼 패미컴                 |             |
| 1998 | 슈퍼 패미컴 워즈                                                             | 슈퍼 패미컴                 |             |
| 1999 | 파이어 엠블렘 트라키아 776                                                   | 슈퍼 패미컴                 |             |
| 2000 | 트레이드 & 배틀: 카드 히어로                                                 | 게임보이 컬러               |             |
| 2000 | 마리오 스토리                                                                | 닌텐도 64                   |             |
| 2000 | 포켓몬 퍼즐 챌린지                                                           | 게임보이 컬러               |             |
| 2001 | 어드밴스 워즈                                                                | 게임보이 어드밴스           |             |
| 2001 | 마리오 카트 어드밴스                                                         | 게임보이 어드밴스           |             |
| 2002 | 동물번장                                                                     | 게임큐브                    |             |
| 2002 | 파이어 엠블렘 봉인의 검                                                      | 게임보이 어드밴스           |             |
| 2003 | 닌텐도 퍼즐 컬렉션                                                           | 게임큐브                    |             |
| 2003 | 파이어 엠블렘 열화의 검                                                      | 게임보이 어드밴스           |             |
| 2003 | 어드밴스 워즈 2: 블랙홀 라이징                                               | 게임보이 어드밴스           |             |
| 2003 | 모여라 메이드 인 와리오                                                      | 게임큐브                    |             |
| 2004 | 페이퍼 마리오 RPG                                                            | 게임큐브                    |             |
| 2004 | 파이어 엠블렘 성마의 광석                                                    | 게임보이 어드밴스           |             |
| 2004 | 돌려라 메이드 인 와리오                                                      | 게임보이 어드밴스           |             |
| 2004 | 만져라 메이드 인 와리오                                                      | 닌텐도 DS                   |             |
| 2005 | 파이어 엠블렘 창염의 궤적                                                    | 게임큐브                    |             |
| 2005 | 어드밴스 워즈: 듀얼 스트라이크                                               | 닌텐도 DS                   |             |
| 2006 | 춤춰라 메이드 인 와리오                                                      | Wii                         |             |
| 2007 | 파이어 엠블렘 새벽의 여신                                                    | Wii                         |             |
| 2007 | 슈퍼 페이퍼 마리오                                                           | Wii                         |             |
| 2007 | 패널로 퐁 DS                                                                 | 닌텐도 DS                   |             |
| 2007 | 페이스 트레이닝                                                              | 닌텐도 DS                   |             |
| 2007 | 고속 카드 배틀: 카드 히어로                                                  | 닌텐도 DS                   |             |
| 2008 | 어드밴스 워즈: 데이즈 오브 루인                                              | 닌텐도 DS                   |             |
| 2008 | 파이어 엠블렘 신 암흑룡과 빛의 검                                            | 닌텐도 DS                   |             |
| 2008 | 찍어라 메이드 인 와리오                                                      | 닌텐도 DS                   |             |
| 2009 | 메이드 인 나                                                                 | 닌텐도 DS                   |             |
| 2009 | 놀아라 메이드 인 나                                                          | Wii                         |             |
| 2009 | 드래곤 퀘스트 워즈                                                           | 닌텐도 DS                   |             |
| 2009 | 에코 슈터: 플랜트 350                                                        | Wii                         |             |
| 2009 | Nintendo DSi Instrument Tuner                                                | 닌텐도 DSi                  |             |
| 2009 | Nintendo DSi Metronome                                                       | 닌텐도 DSi                  |             |
| 2009 | Dictionary 6 in 1 with Camera Function                                       | 닌텐도 DSi                  |             |
| 2009 | Link 'n' Launch                                                              | 닌텐도 DSi                  |             |
| 2009 | Spotto!                                                                      | 닌텐도 DSi                  |             |
| 2010 | 파이어 엠블렘 신 문장의 수수께끼                                             | 닌텐도 DS                   |             |
| 2010 | 페이스 트레이닝                                                              | 닌텐도 DS                   |             |
| 2011 | 밀고 당기고                                                                  | 닌텐도 3DS                  |             |
| 2011 | Dragon Quest 25 Shuunen Kinen: Famicom & Super Famicom Dragon Quest I-II-III | Wii                         | [ 6 ]       |
| 2012 | 파이어 엠블렘 각성                                                           | 닌텐도 3DS                  |             |
| 2012 | 밀고 떨구고                                                                  | 닌텐도 3DS                  |             |
| 2012 | 페이퍼 마리오 스티커 스타                                                    | 닌텐도 3DS                  |             |
| 2013 | 게임 & 와리오                                                                | Wii U                       |             |
| 2013 | 대합주! 밴드 브라더스                                                        | 닌텐도 3DS                  |             |
| 2014 | 밀고 당기고 월드                                                             | Wii U                       | [ 7 ]       |
| 2015 | 코드 네임: 스팀                                                              | 닌텐도 3DS                  |             |
| 2015 | 밀고 당기고 히파랜드                                                         | 닌텐도 3DS                  |             |
| 2015 | 파이어 엠블렘 if                                                             | 닌텐도 3DS                  | [ 8 ]       |
| 2016 | 페이퍼 마리오 컬러 스플래시                                                  | Wii U                       |             |
| 2017 | 파이어 엠블렘 히어로즈                                                       | iOS, 안드로이드             |             |
| 2017 | 파이어 엠블렘 Echoes 또 하나의 영웅왕                                        | 닌텐도 3DS                  |             |
| 2018 | 메이드 인 와리오 고저스                                                      | 닌텐도 3DS                  |             |
| 2019 | 파이어 엠블렘 풍화설월                                                       | 닌텐도 스위치               |             |
| 2020 | 페이퍼 마리오 종이접기 킹                                                    | 닌텐도 스위치               |             |
| 2021 | 즐거움을 나눠라 메이드 인 와리오                                             | 닌텐도 스위치               |             |

## 같이 보기
- 오어캐드

## 참조

### 내용주
1. ↑  일본어: 株式会社インテリジェントシステムズ, 영어: Intelligent Systems Co., Ltd.
2. 1 2 3 4 5 6 7 8 9 10 11 12 13  닌텐도 R&D1와 공동개발.
3. ↑  1983년 패밀리 컴퓨터 게임 《베이스볼》의 게임보이판 이식.
4. 1 2  일본에선 2004년 《게임보이 워즈 어드밴스 1+2》라는 제목으로 발매.
5. ↑  사루 브루네이와 공동개발.
6. 1 2 3 4 5 6 7 8  닌텐도 기획개발본부와 공동개발.
7. ↑  닌텐도 SDD와 공동개발.
8. 1 2  닌텐도 EPD와 공동개발.
9. ↑  코에이 테크모와 공동개발.